# 屋富祖
屋富祖（やふそ）は、沖縄県浦添市の地名。郵便番号901-2127。

## 地理
城間・大平・宮城と隣接する。一丁目から四丁目・字屋富祖に分かれる。

## 交通

### 道路
- 国道58号
- 沖縄県道38号浦添西原線
- 沖縄県道251号那覇宜野湾線

## 施設
店舗
- サンエーV21食品館やふそ
- 吉野家屋富祖店

米軍基地
- キャンプキンザー

その他
- 屋富祖ポケットパーク 昭和63年度手づくり郷土賞（小さなふれあい広場）受賞。